# Praga
Praga je český výrobce automobilů s historií sahající k roku 1907. Automobilka v pražských Vysočanech a od roku 1918 v Libni vyráběla osobní a nákladní auta, motocykly, letadla, technické díly do aut a zavedla desítky patentů do světa automobilismu. V březnu 1945 zničil téměř celou automobilku nálet. Po válce vyráběla především nákladní automobily, převodovky a univerzální vozidla.
Výroba osobních automobilů skončila v roce 1947. Znovuobnovení přišlo po roce 2011, kdy nynější firma Praga-Export s.r.o. sídlící v Benicích a vlastnící značku Praga, zahájila výrobu závodních a sportovních automobilů, motokár a zabývá se automobilovým a motokárovým závoděním.

## Historie

### 1907 – První republika

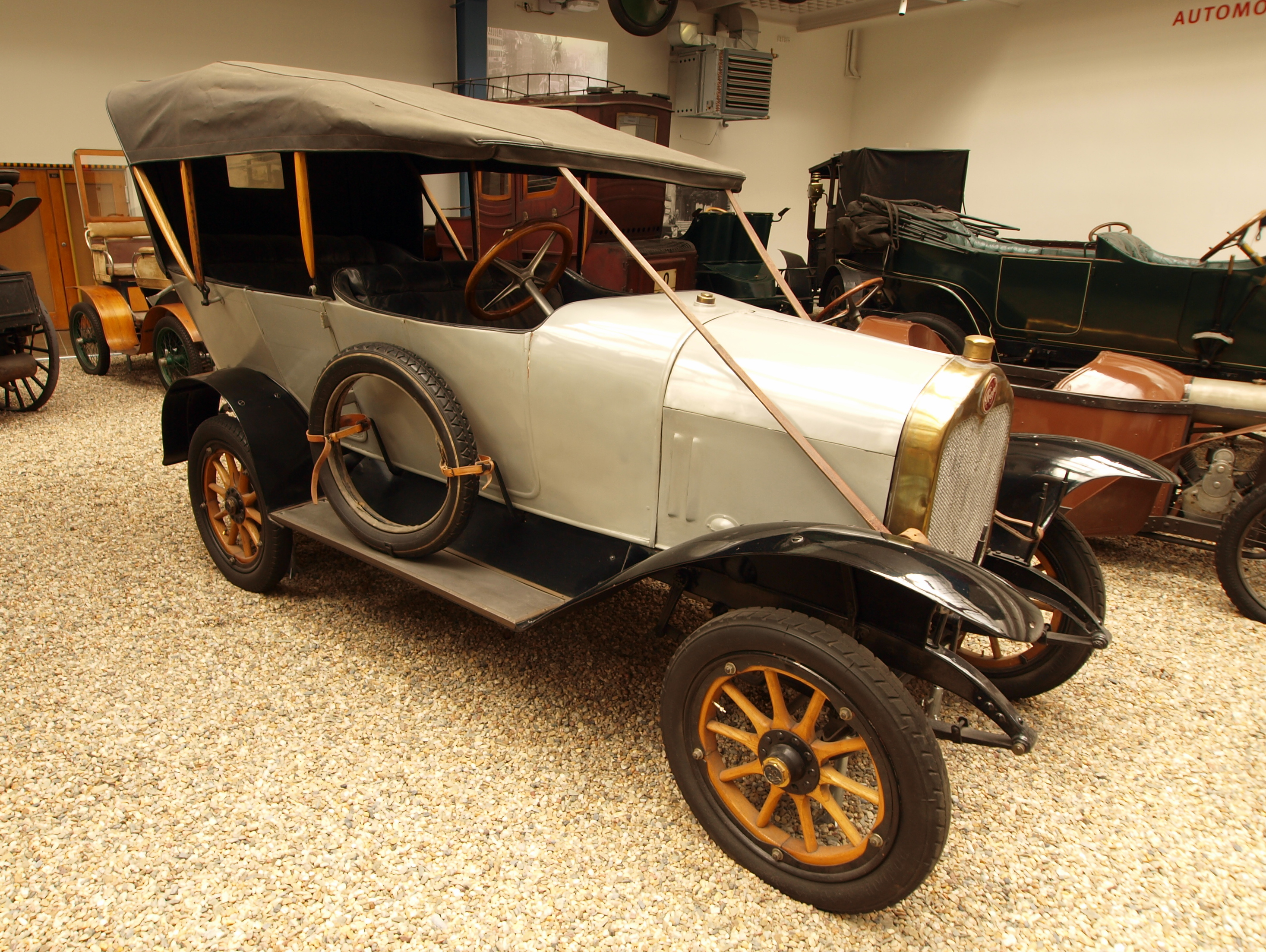
Praga Alfa (1913)

Roku 1907 byla založena Pražská továrna na automobily v pražských Vysočanech, jako společný projekt První česko-moravské továrny na stroje v Praze (od roku 1927 sloučené jako mateřská společnost Pragovky v koncernu Českomoravská Kolben Daněk) a Ringhofferových závodů, vyrobila několik vozů v licenci italské firmy Isotta Fraschini, o rok později v licenci francouzských značek Charon a Renault. Roku 1908 se vyrobilo jen 6 kusů a tak Ringhoffer odstoupil od smlouvy. Koncem roku 1909 vznikla značka Praga (z latinského výrazu města Prahy, aby byl název mezinárodní). Poptávka po automobilech však byla velmi malá, vozy drahé, výroba neefektivní, továrna vyráběla 9 modelů, za dva roky existence se však prodalo pouhých 15 kusů automobilů. Od roku 1910 byla zahájena sériová výroba s modely Praga 01 a Praga 02, ale ani to automobilku nenastartovalo.

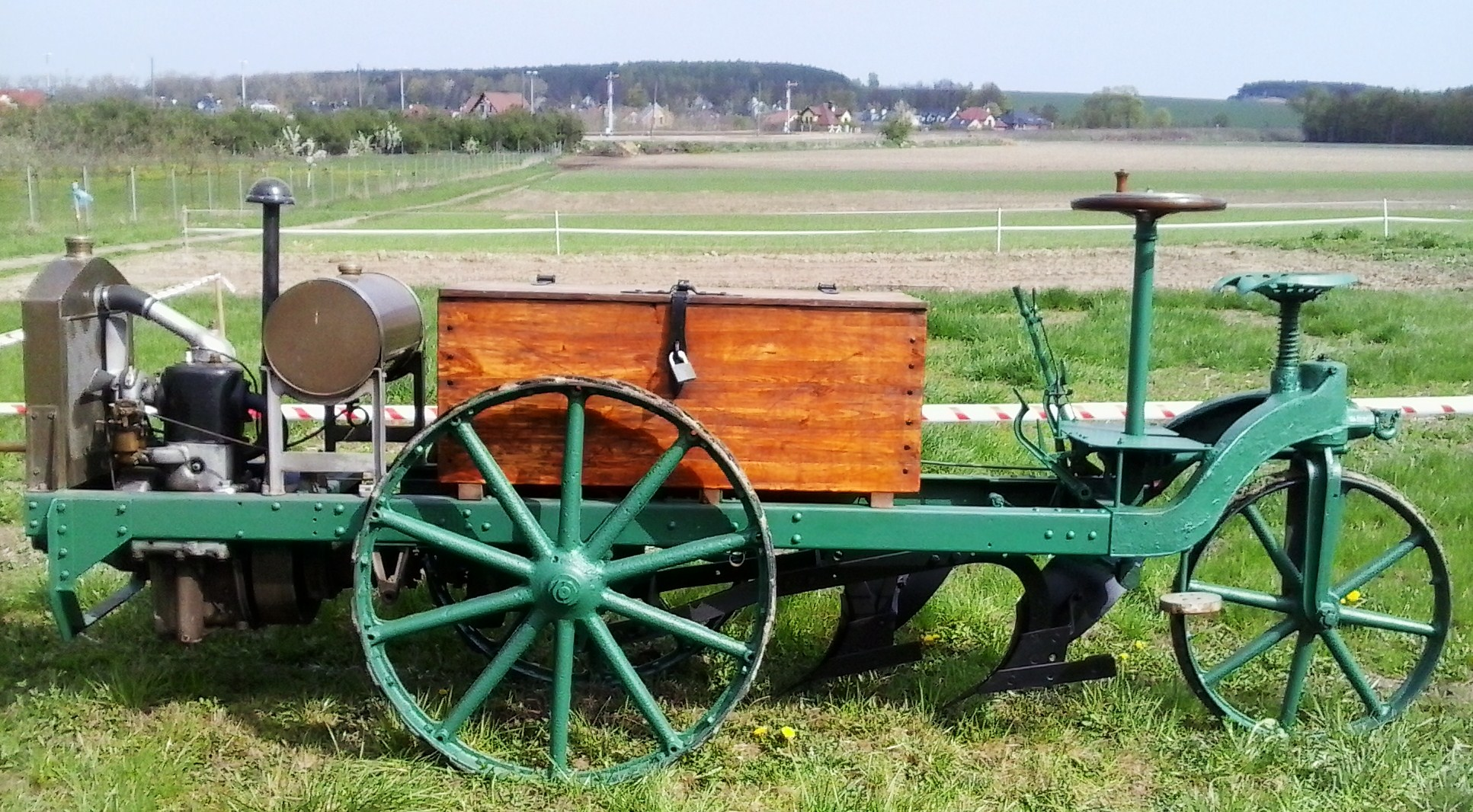
Motorový pluh Praga X 10 HP z roku 1919

Až rok 1911 znamenal úspěch, který je spojen s příchodem českého konstruktéra Františka Kece na pozici vrchního konstruktéra. Navrhl vojenský nákladní vůz typu Praga V 1911, který proslul pod názvem „autovlak“, svou kvalitou a spolehlivostí se osvědčil a Pragovka s ním získala veřejnou zakázku rakousko-uherské armády a císařství jeho prodej subvencovalo. Již před první světovou válkou byla zahájena výroba osobních automobilů vlastní konstrukce, jejichž autorem byl František Kec. Vozy byly spolehlivé, kvalitní, konkurovaly zahraničním značkám. Jednalo se o modely Praga Mignon 1911 (vůz střední velikosti), Praga Grand 1912 (velký vůz, zvítězil 1912 v Alpské jízdě, jezdil v něm na frontě poslední rakouský císař Karel I., ve 20. letech v něm jezdil T. G. Masaryk), Praga Alfa 1913 (malý lidový vůz za nízkou cenu, dostupný širšímu okruhu lidí, jako první české auto dosahovala rychlosti až 100 km/h). V roce 1918 postavila automobilka svou vlastní budovu Pragovku na katastru Libně. Roku 1919 stanul v čele automobilky František Kec jako generální ředitel, továrna byla inovátorskou firmou a zavedla řadu novinek. Kromě prodejních úspěchů zaznamenala Praga řadu ocenění v mezinárodních sportovních a konkurzních soutěžích. Po první světové válce za první republiky Kec zkonstruoval Praga Piccolo 1924 (menší rodinný vůz, který na výstavě v Ženevě získal titul nejhezčí vůz výstavy). František Kec Pragovku opouští po neshodách ohledně strategie automobilky v roce 1933. Jeden z největších sportovních úspěchů s automobilem Praga byl dosažen v roce 1933, když ing. Petr Mucha, šéf zkušebny motorů Praga, zvítězil na roadsteru Praga Alfa 1800 v 1. ročníku závodu 1000 mil československých.

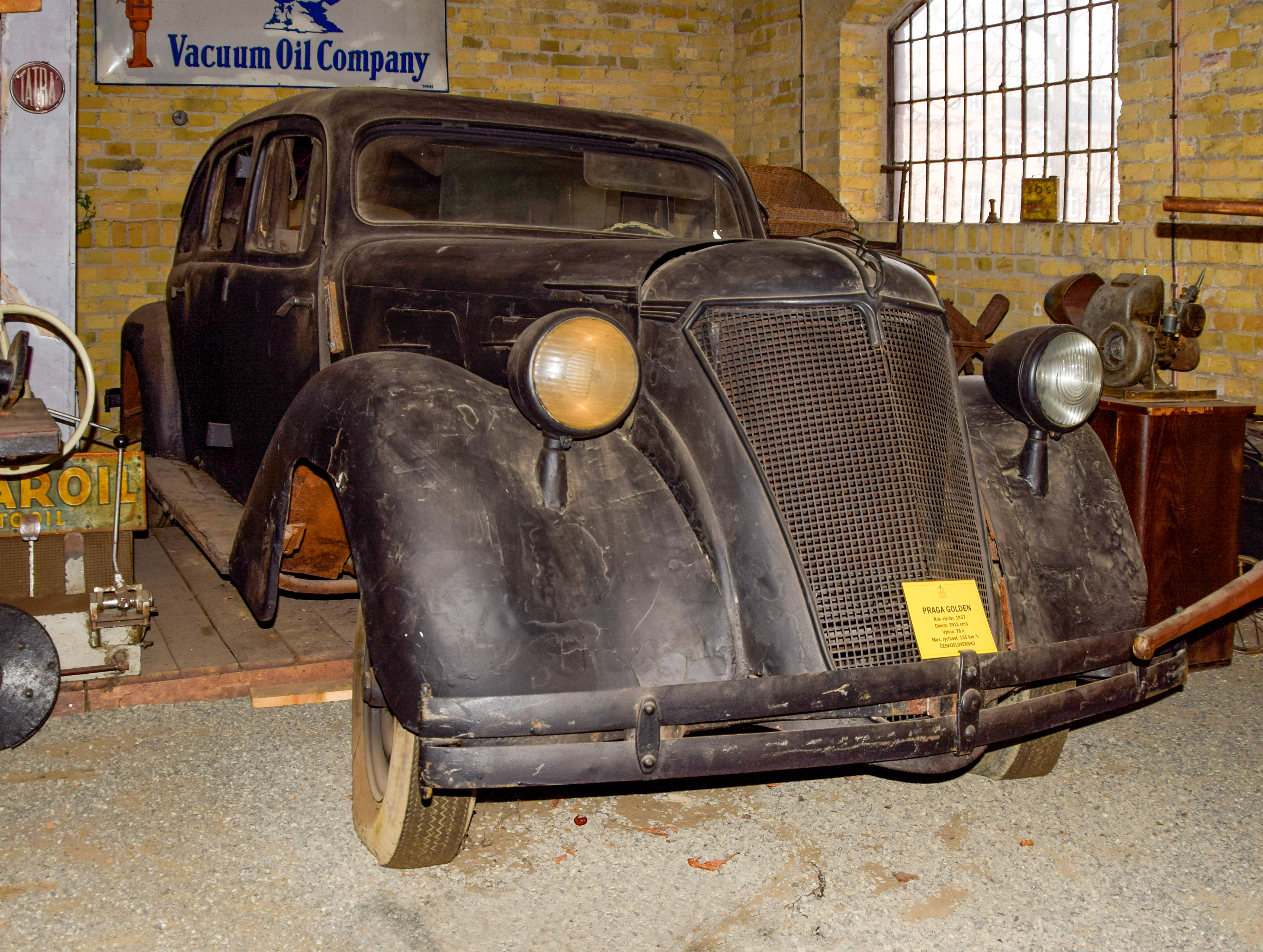
Praga Golden

Brzy po vzpamatování z hospodářské krize výroba pokračovala modely Praga Super Piccolo 1934, Praga Baby 1934 a Praga Golden 1934, Praga Lady 1935.
V letech 1921-1938 vyráběla společnost Praga letecké motory, vlastní konstrukce a také licenční. Byly instalovány v československých letadlech Aero, Avia, Letov, Přikryl-Blecha, Škoda,Továrna na letadla Beneš-Mráz a pochopitelně Praga).

### Období po 2. světové válce

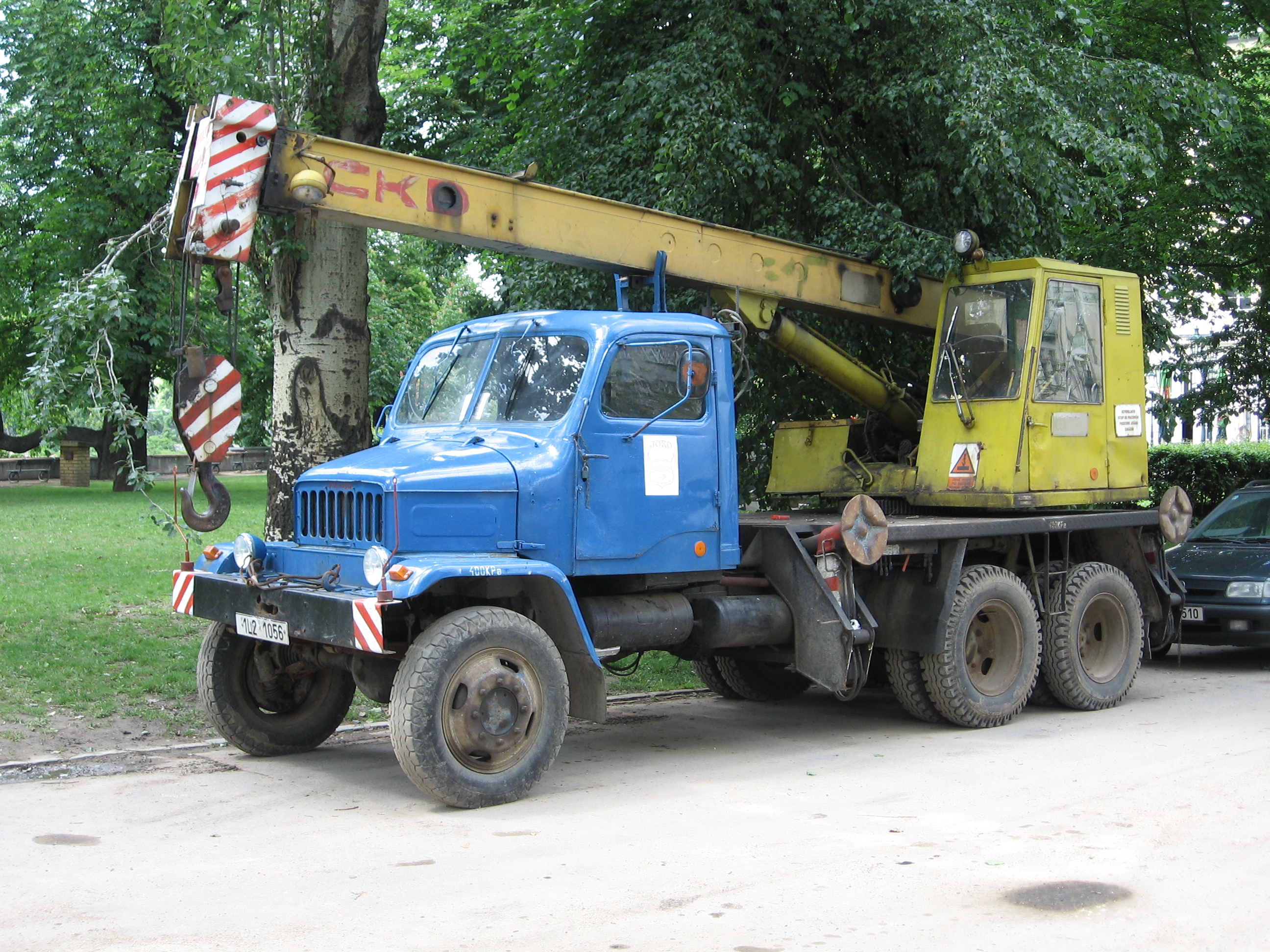
Praga V3S, autojeřáb

Na konci druhé světové války, 25. března 1945, zničil téměř celou automobilku nálet. Po válce v rekonstruovaných budovách automobilky zahájila výrobu ČKD Sokolovo (později ČKD Lokomotivka a ČKD Kompresory), automobilka Praga se přesunula dál do Vysočan do bývalé továrny Junkers. V roce 1945 byla znárodněna, 1946 zařazena jako oddělení výroby pod ČKD, vyráběla již jen nákladní a vojenské vozy (známou a dlouho používanou Praga V3S, tzv. vejtřasku), byla přejmenována na Automobilové závody Klementa Gottwalda, od roku 1964 vyráběla jen převodovky pro nákladní auta a autobusy (sedmistupňové převodovky, které kdysi navrhl František Kec).
V polovině 80. let vznikly prototypy univerzálních nosičů UV 100 a UV 120, které měly být domácí alternativou k dováženým vozidlům Unimog. Postupným vývojem vznikl produkční typ Praga UV 80, který Praga začala vyrábět v roce 1995.

### Období po roce 1989

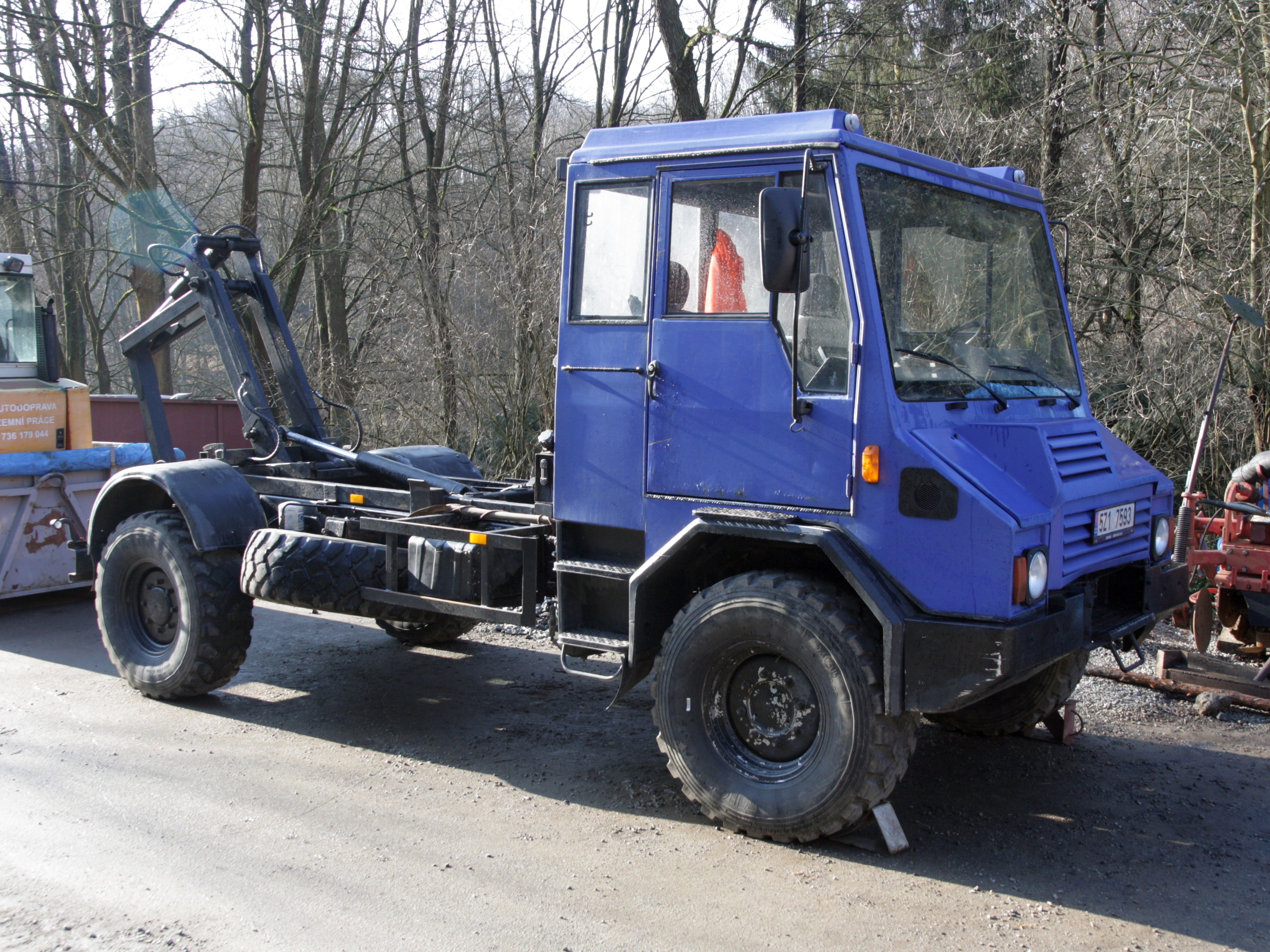
Vozidlo Praga UV 80

Po roce 1989 byl podnik privatizován. Roku 1992 získala Praga majoritní podíl v čáslavské firmě OASA (bývalé ČSAO), zabývající se výrobou a opravami autobusů. Od roku 1997 se v nové akciové společnosti Praha Čáslav začala vyrábět všechna vozidla Praga. Kromě vozidel Praga UV 80 podnik nabízel také větší typy STNA (UV 100) a NTS. Roku 2001 prošla výrobní řada modernizací a UV 80 nahradil typ Alfa TN / UN. Také modernizované větší vozidla STNA a NTS dostaly staronové názvy Grand a Golden. Hlavním odběratelem vozů byla státní sféra. Podnik se však potýkal s nedostatečným odbytem, během let 2001–2003 vyrobil necelých 120 vozidel všech typů. V lednu 2004 se Praga Čáslav dostala do likvidace. Kromě toho se Praga také pokoušela obnovit výrobu motocyklů, ale bez větších úspěchů. 
Nynější majitel, Praga Export s.r.o. v čele s Petrem Ptáčkem, má za cíl obnovit výrobu aut značky Praga a znovu se s ní setkávat v silničním provozu. V roce 2011 na závodech Dutch Supercar Challenge GT v Belgii firma představila závodní vůz Praga R4S, (ex slovenský projekt K1 Attack) s osmiválcovým motorem o výkonu 520 koní. 
V roce 2012 představila nový závodní vůz Praga R1, ten se poté účastnil například závodů Supercar Challenge a Britcar Endurance Championship. V roce 2015 homologovala supersportovní silniční vůz Praga R1R, odvozený od R1, je to první osobní silniční auto Pragy vyrobené po roce 1947.
První závod vyhrazené třídy Praga se uskutečnil na okruhu Silverstone v dubnu 2021 v Britcar Endurance Championship s osmi vozy Praga R1.

## Budova Praga
Původní budovy automobilky Praga s železobetonovou konstrukcí postavil architekt Stanislav Bechyně v letech 1917–1918, dvě věže s výtahovými šachtami v rozích budovy byly působivou dominantou pražské Libně a Vysočan. Po skončení výroby pod ČKD chátraly a na podzim roku 2002 podlehly demolici, na pozemcích bývalé největší československé automobilky byla postavena O2 arena, přilehlé administrativní a komerční budovy a bytové domy.

## Automuzeum Praga
V roce 1957 bylo zřízeno soukromé Automuzeum Praga sběratelem Emilem Příhodou, které sídlí ve Zbuzanech u Prahy. Muzeum prezentuje historii této české automobilky, čítá přes 70 kusů automobilů či dopravních prostředků značky Praga, technickou dokumentaci a ostatní materiály s ní související.

## Produkce

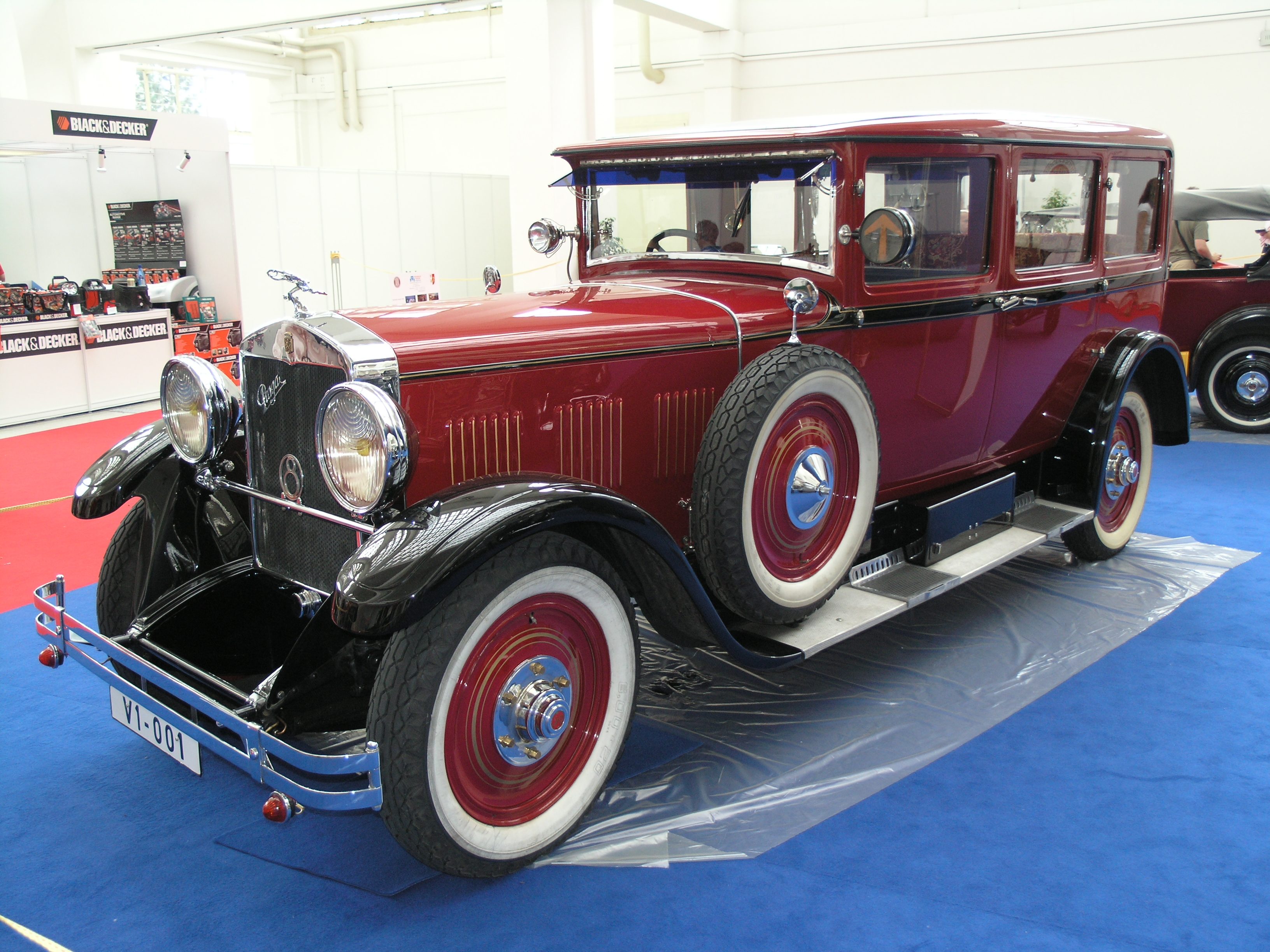
Praga Grand

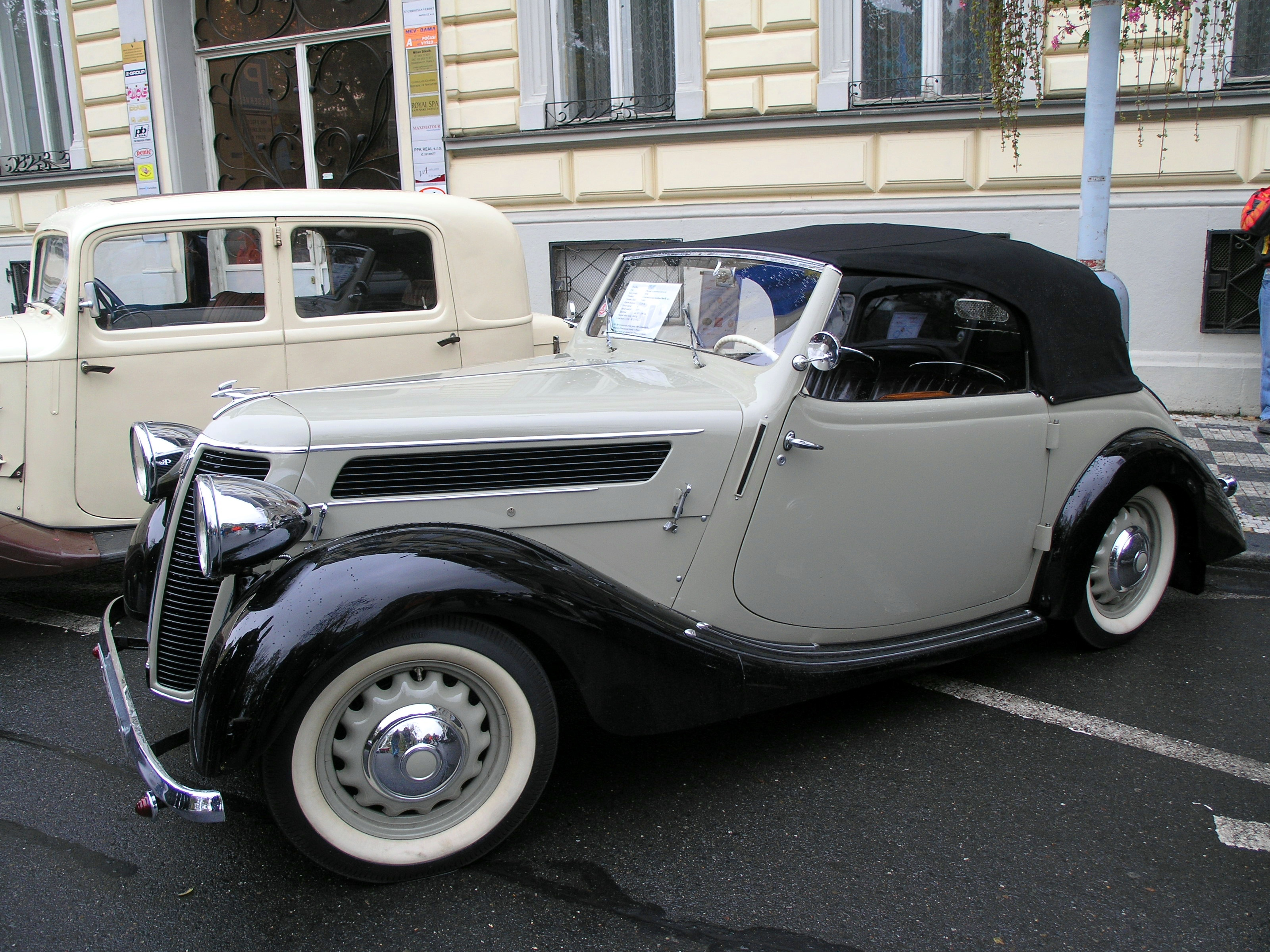
Praga Piccolo (1938)

### Osobní automobily
- Praga Charon (1909–1913)
- Praga Mignon (1911–1929)
- Praga Grand (1912–1932) – luxusní limuzína
- Praga Alfa (1913–1942)
- Praga Baby (1934–1937) – malý levný lidový vůz
- Praga Piccolo (1924–1941) – menší rodinný vůz
- Praga Super Piccolo (1934–1936)
- Praga Golden (1934–1935)
- Praga Lady (1935–1947) – rodinný vůz pro vyšší prostorové nároky

Výroba osobních automobilů skončila v roce 1947. Znovuobnovení přišlo po roce 2011 se závodními a sportovními vozy.

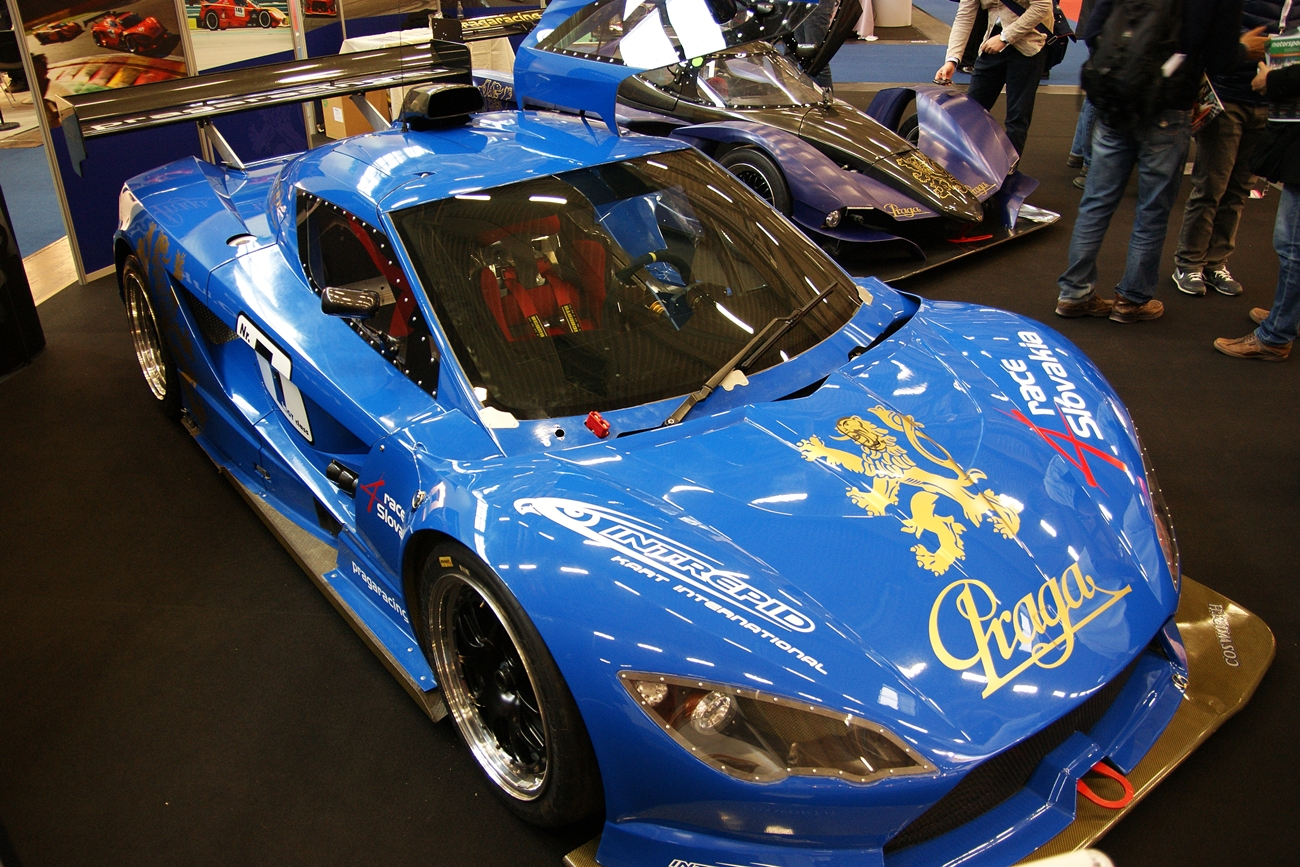
Praga R4S (2011) – okruhový speciál
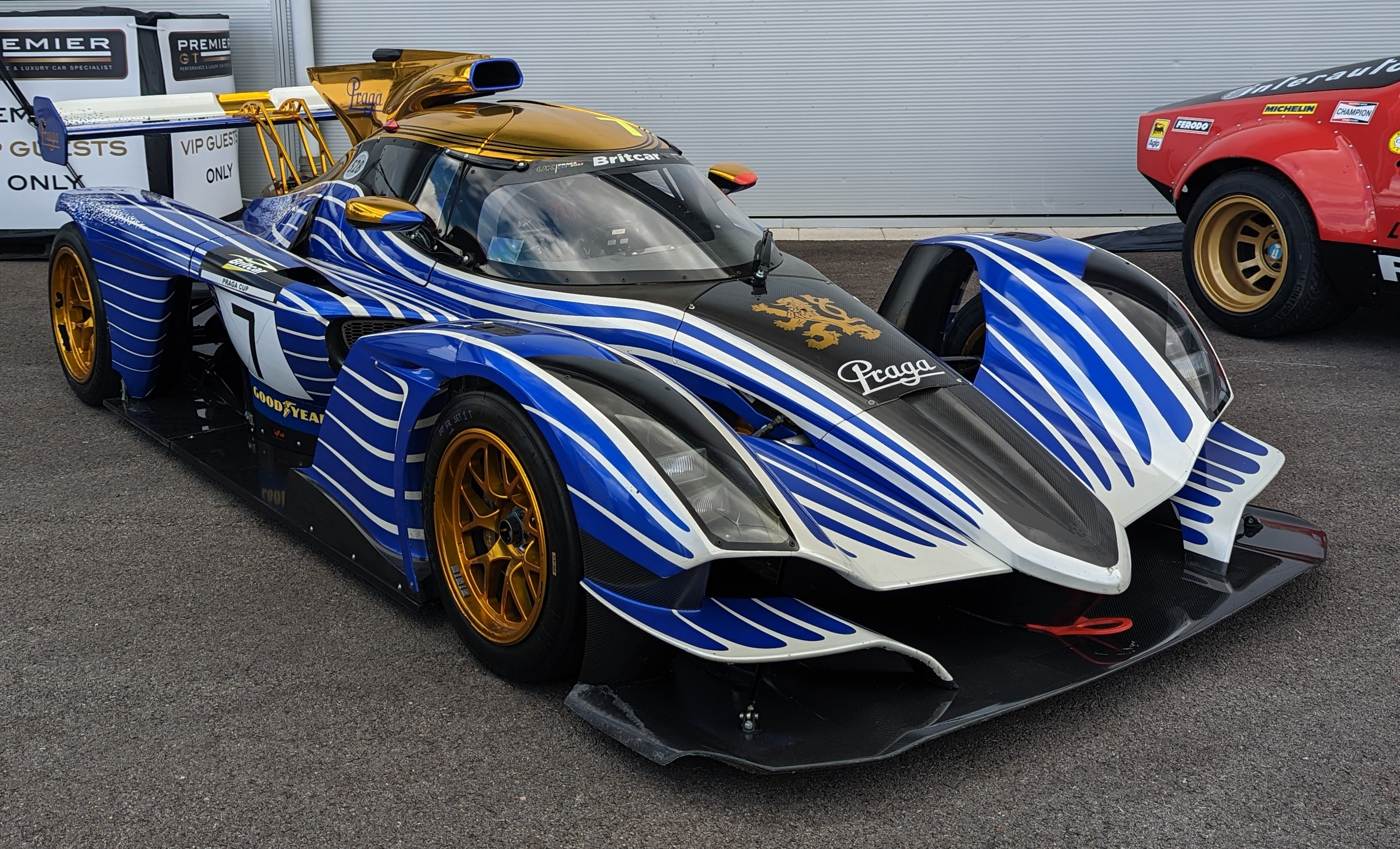
Praga R1 (2012–) – okruhový speciál, účastní se závodních šampionátů
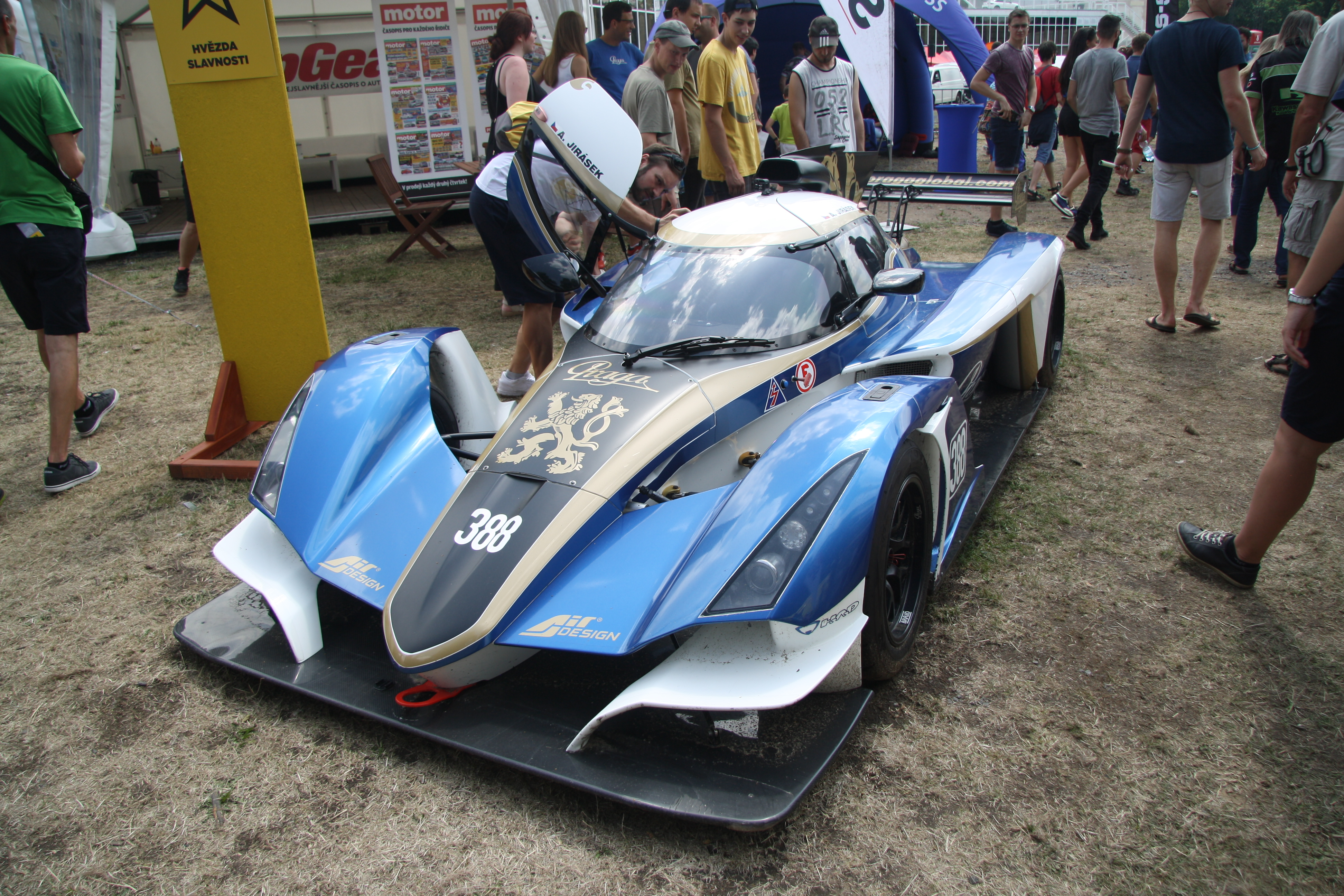
Praga R1R (2016–2019) – supersport, plánováno bylo vyrobit 68 vozů
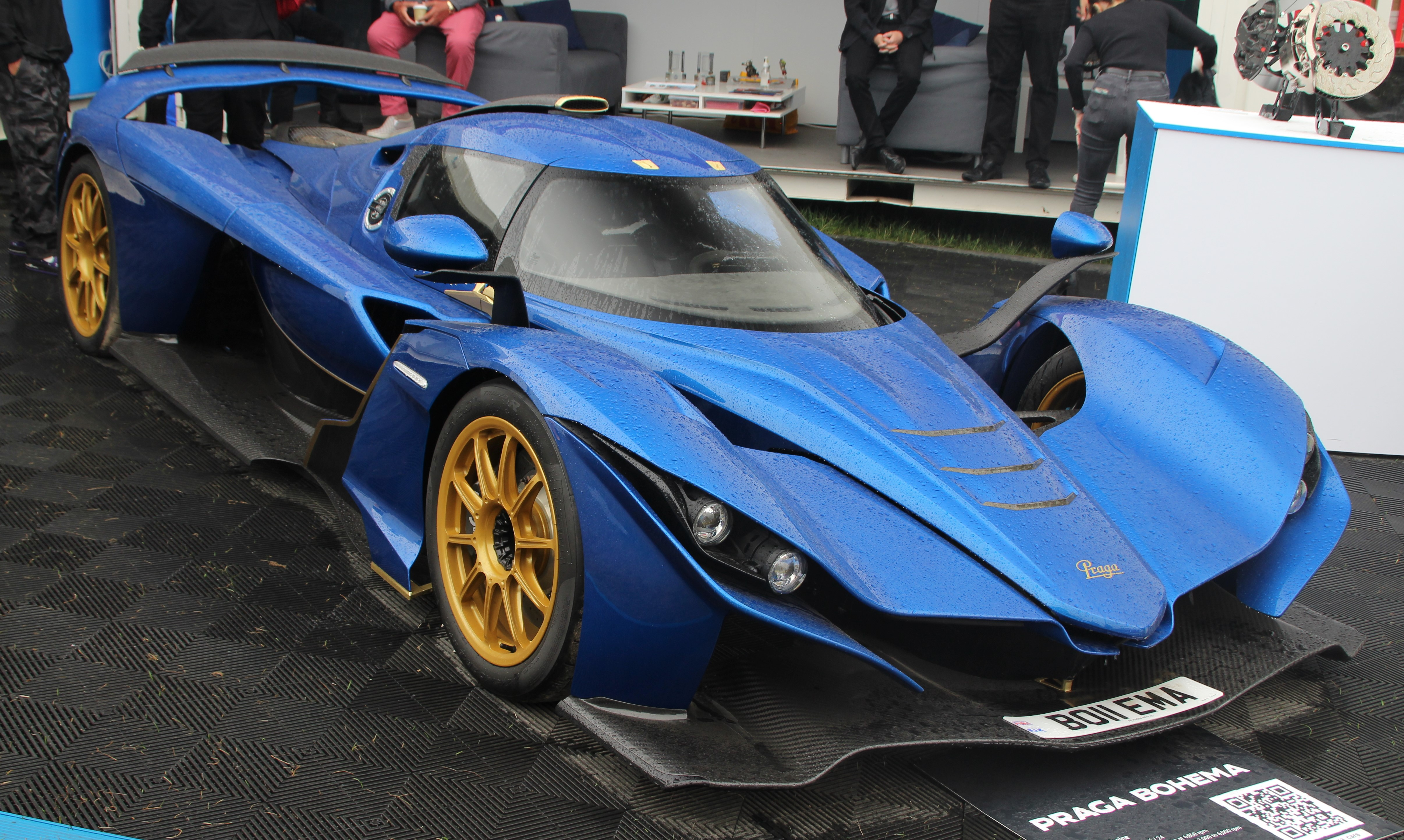
Praga Bohema (2023–)[13] – supersport, plánováno je vyrobit 89 vozů

- Praga R4S
- Praga R1
- Praga R1R
- Praga Bohema

### Motocykly
- Praga BD 500 DOHC (1929–1933)
- Praga BC 350 OHC (1932–1933)
- Praga ED 250 (1999–2003) – enduro
- Praga ED 610 (2000–2003) – enduro

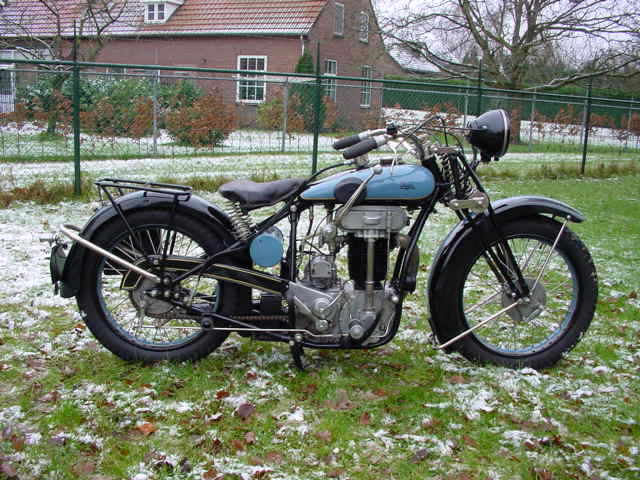
Praga BD 500 DOHC (1929)

- Praga ZS 800 (2023) – limitovaná výroba 23 kusů[14]

### Nákladní automobily

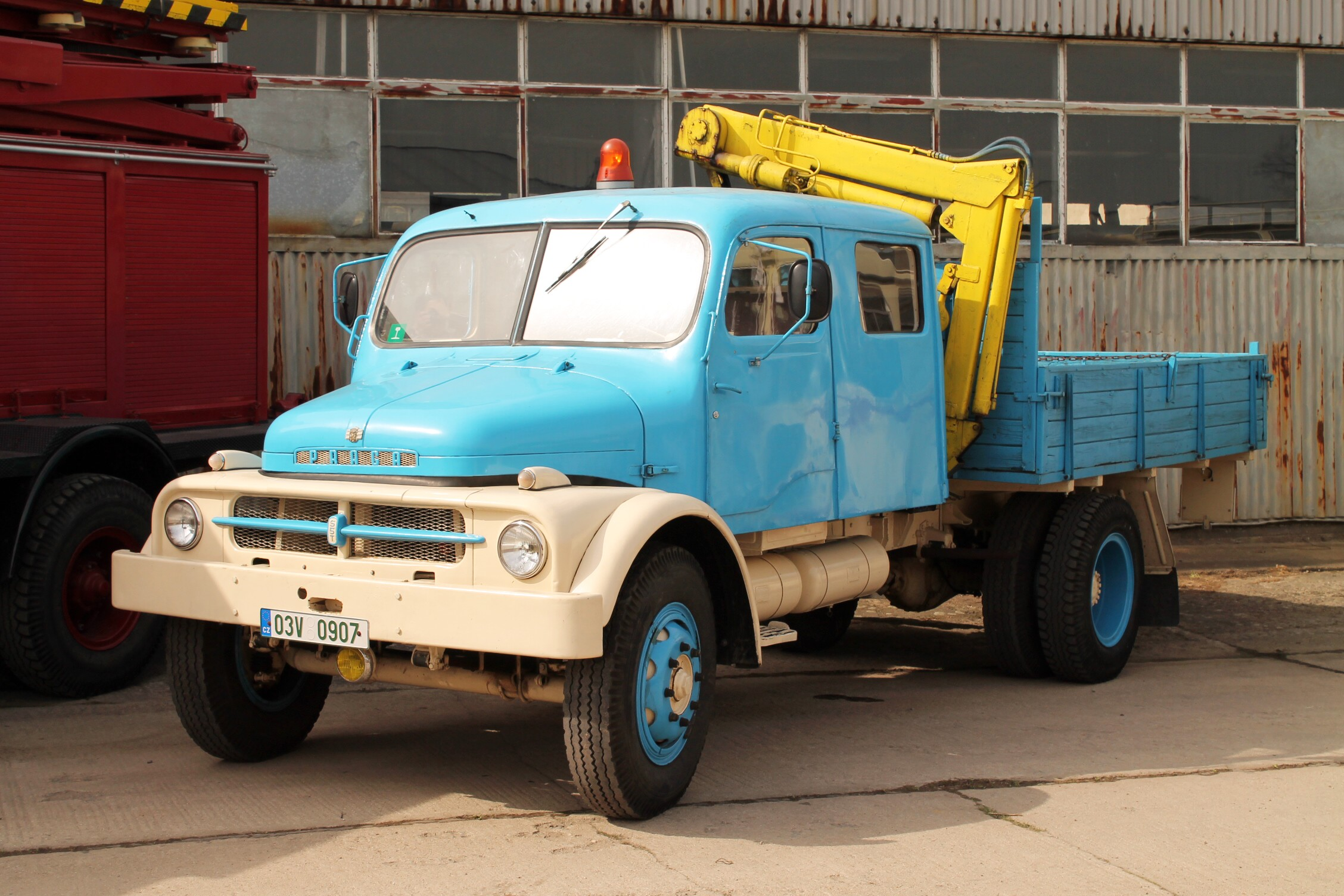
Praga S5T

- Praga V (od 1. světové války) – nosnost 5 t
- Praga N (od 1917)
- Praga A150 – malý nákladní automobil, též jako malý autobus
- Praga RN – střední nákladní automobil s pohonem benzínovým (zážehovým) motorem
- Praga RND – totéž jako RN, ale s pohonem naftovým (vznětovým) motorem (diesel), též jako menší autobus
- Praga RV (1935–1939) – lehký nákladní automobil (6×4), vyvinutý speciálně pro armádu (RV = rychlý vojenský)
- Praga ND
- Praga V3S (1952–1989) – střední terénní automobil (6×6)
- Praga S5T (1956–1972) – silniční pětituna odvozená od V3S (4×2)
- Praga UV 100 (prototyp 1985) – univerzální vozidlo
- Praga UV 120 (prototyp 1985) – univerzální vozidlo
- Praga UV 80 (od 1992) – univerzální vozidlo

### Autobusy

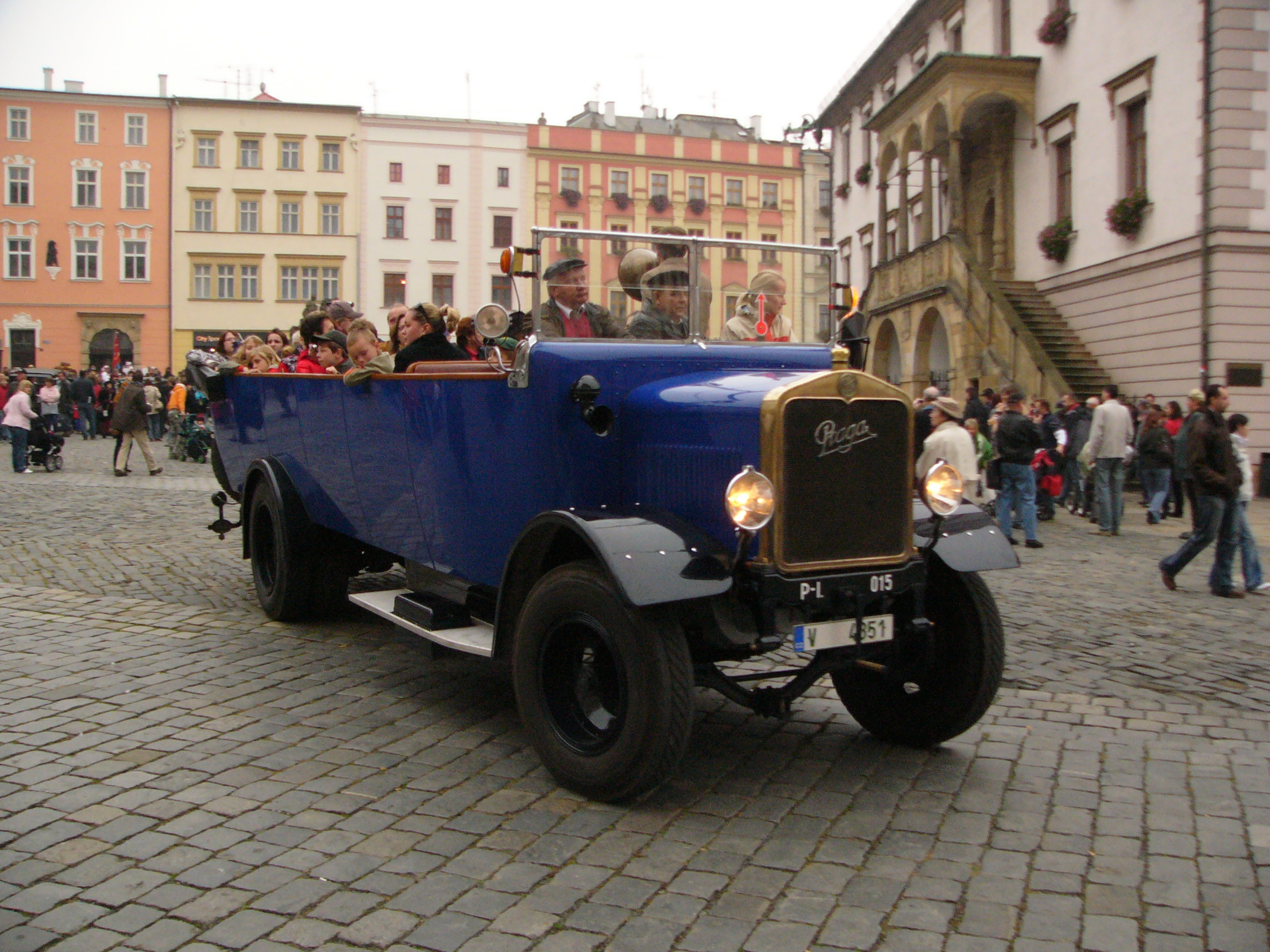
Autobus Praga NO s kapacitou 30 míst pro vyhlídkové jízdy provozovala v Praze firma Čedok od roku 1927

- Praga NDO – autobus na bázi nákladního vozu ND
- Praga RN a RND – menší autobusy na bázi nákladních vozů RN a RND
- Praga A150 – malý autobus na bázi nákladního vozu A150

### Trolejbusy
- Praga TOT (1936–1939)

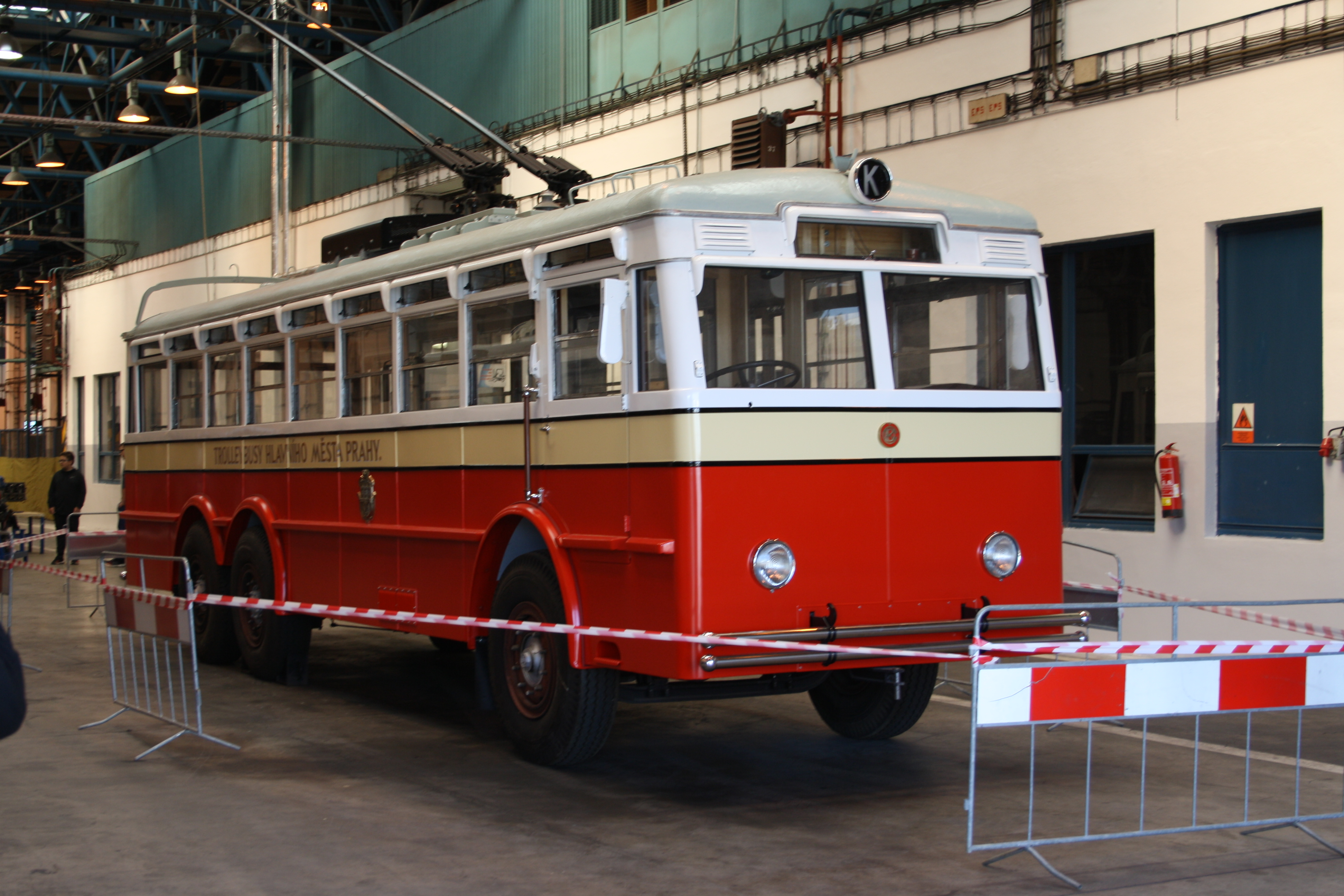
Trolejbus Praga TOT

- nerealizované projekty: Praga TNT a Praga TB 2

### Tanky

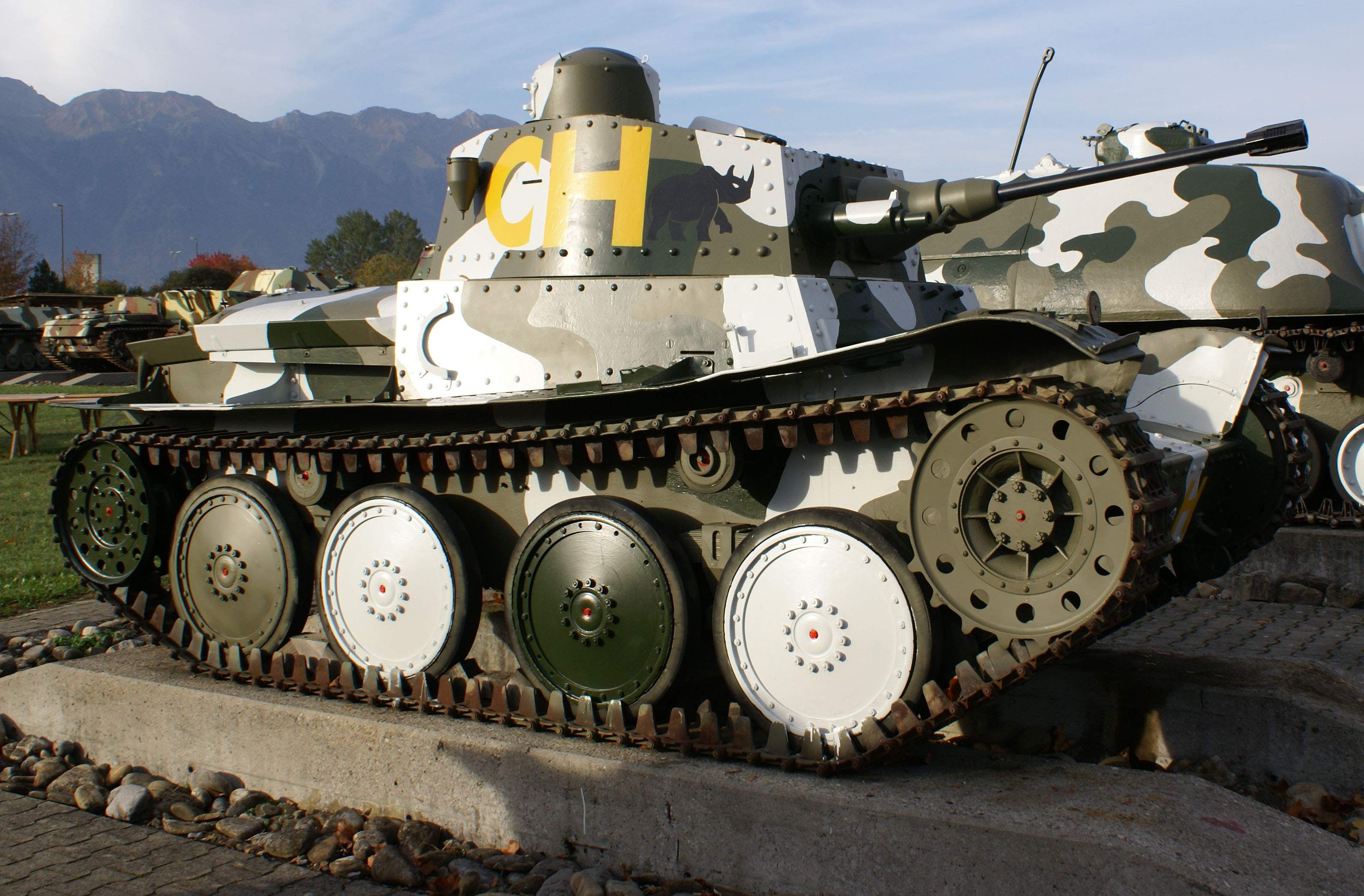
Tank LTH – Panzerwagen 39

- Praga LT vz. 38 (od 1938) lehký tank, ve výzbroji německého Wehrmachtu jako Pz.Kpfw.38(t)
- Panzerwagen 39

### Letadla

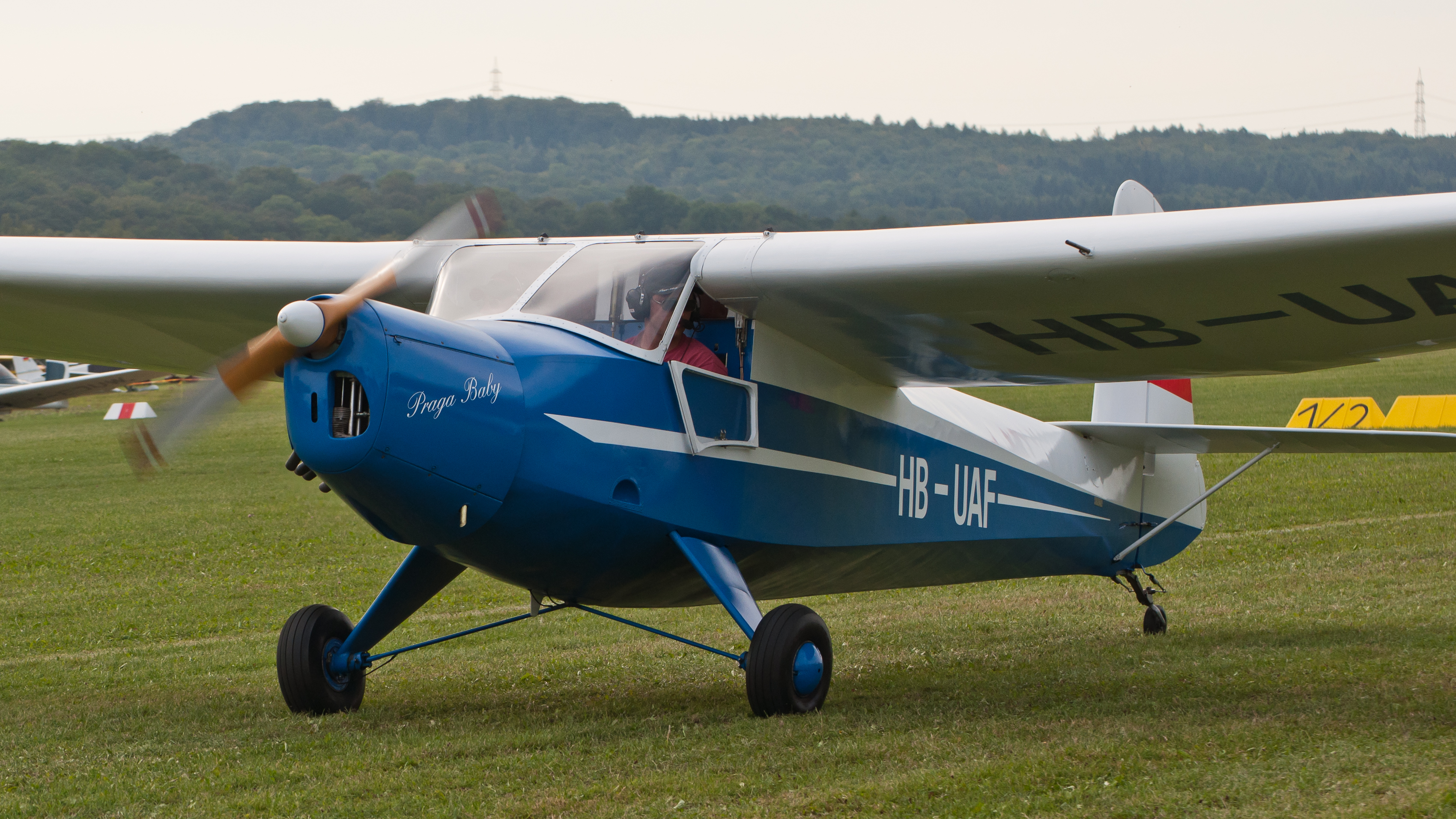
Praga E-114

- Praga BH-39 (E39)
- Praga BH-44
- Praga E-41 (BH-41)
- Praga E-114 (E-115, E-117)
- Praga E-210 (E-212)
- Praga E-211
- Praga E-214 (E-215)
- Praga E-241
- Praga E-40
- Praga E-51
- Praga XE-II
- Praga XE-55

### Letecké motory
- Hiero IV (PB-1)
- Blesk
- Perun I, II (Ab-11, A-19, A-21)
- BD-500
- Lorraine Dietrich 12cc (Š-16, A-230, BH-25)
- ES, ESV (BH-44), ESVR, ESVK
- Issotta Fraschini Asso 1000 RV (Š-33, A-42, A-101, F-62 Goliáš)
- Hispano Suiza 12Ydrs (A-104)
- Praga B (E-114B, E-115)
- Praga D, DH, DR (E-114D Air Baby, Zlín Z-22 Junák, Praga XE-II, HC-2 Heli Baby ...)
- ER

### Dělostřelecké tahače
- Praga T-3
- Praga T-4
- Praga T-6
- Praga T-7
- Praga T-8
- Praga T-9